# Маловічко Іван Кирилович
Іва́н Кири́лович Малові́чко (7 листопада 1909, с. Верещаки́  — 26 листопада 1937, тюрма НКВД) — український поет-футурист, представник Розстріляного відродження. Також прозаїк, журналіст. Член літературної організації «Нова генерація». Автор збірки поезії, присвяченої країні Комі («Мореїн із Комі», 1934).
Жертва сталінського терору.

## Життєпис

Іван Маловічко, 1929 р.

Іван Маловічко, 1933 р.

Іван Кирилович Маловічко народився 7 листопада 1909 року в селі Верещаки́ Пединівської волості Звенигородського повіту Київської губернії (тепер Лисянського району Черкаської області). Там-таки на Черкащині, в селі Радчиха Катеринопільської волості Звенигородського повіту (нині — Катеринопільський р-н), протягом 1927—1928 років написав текст, який 1929 року «пристосував до друку» і наступного року видав поему «Шефи». Оформив книжку відомий графік Дмитро Шавикін.
Учився в Одеському кінотехнікумі, служив у прикордонниках, працював у харківській газеті «Ленінська зміна».
Почав друкуватися 1928 року. Належав до літературної організації «Нова генерація», потім вступив до Спілки письменників СРСР (1934).

## Окупаційний терор
Арештований 21 вересня 1937 року в Харкові. Слідство велося в Києві.
В обвинувальному висновку, підписаному оперуповноваженим НКВС УССР Акімовим (Егідесом), начальником відділу НКВС УССР Хатеневером та затвердженому військовим прокурором КВО, зазначено, що І. Маловічко «з 1936 року був активним учасником антирадянської української націоналістичної організації, до якої був втягнутий Семенком М. В., розстріляним за вироком Військової колегії Верховного Суду СРСР у жовтні 1937 року».
Під час слідства Маловічко рішуче заперечував свою приналежність до антисовєцької організації.
17 листопада 1937 спеціальною «трійкою» при Київському обласному управлінні НКВС УРСР засуджений до розстрілу.
Вирок виконано 26 листопада 1937.
Після смерті Сталіна про реабілітацію Маловічка клопоталося Правління СПУ, подавши до органів правосуддя розгорнуту характеристику його як поета і громадянина.
Ухвалою військового трибуналу Київського військового округу від 15 березня 1957 року вирок стосовно І. Маловічка скасовано, а справу його припинено за відсутністю складу злочину.
Вдові поета Зубковій З. Г. Харківським міським бюро ЗАГС була видана брехлива довідка, в якій стверджувалося, що її чоловік помер у місцях ув'язнення 26 жовтня 1942 року від крупозного запалення легенів (свідоцтво видано за розпорядженням органів КДБ при Раді Міністрів УРСР на виконання спеціальної вказівки № 108 від 24 серпня 1955 року).
Іван Маловічко був реабілітований посмертно.

## Творчість
Автор збірок поезій «Шефи», «Головам на плечах» (1930), «Соціалістична весна» (1930), «По морях», «В книзі маємо мову про ніч штурмову» (1932), «Мореїн із Комі» (1934); оповідань та нарисів «З історії Одеського порту» (1935), «На кордоні» (1936).